# 14th Vermont Infantry
Pour les articles homonymes, voir 14e régiment.
Le 14th Regiment, Vermont Volunteer Infantry (ou 14 VVI) est un régiment d'infanterie d'une durée de neuf mois de l'armée de l'Union pendant la guerre de Sécession. Il sert sur le théâtre oriental, principalement aux défenses de Washington, d'octobre 1862 à août 1863. Il fait partie de la 2nd Vermont Brigade.

## Histoire
Le 14th Vermont Infantry, un régiment d'un durée de neuf mois, est levé à la suite de l'appel du président Lincoln, le 4 août 1862, pour des troupes supplémentaires en raison des résultats désastreux de la campagne de la Péninsule.
Il est composé de volontaires des comtés d'Addison, de Rutland et de Bennington suivants :
- Bennington, compagnie A
- Wallingford, compagnie B
- Manchester, compagnie C
- Shoreham, compagnie D
- Middlebury, compagnie E
- Castleton, compagnie F
- Bristol, compagnie G
- Rutland, compagnie H
- Vergennes, compagnie I
- Danby, compagnie  K

Le commandant du régiment, le colonel William T. Nichols, de Rutland, a servi dans le 1st Vermont Infantry. Le lieutenant-colonel Charles W. Rose, de Middlebury, a également servi dans le 1st Vermont.
Le 14th Vermont part dans un camp à Brattleboro, le 6 octobre 1862, et entre au service des États-Unis le 21 octobre. Il quitte le Vermont le 22 octobre, et arrive à Washington, D.C. le 25 octobre ; le lendemain, il rejoint le 12th Vermont Infantry et certains régiments du Maine dans le Camp Chase, à Arlington, en Virginie, puis retourne au camp, à East Capital Hill, et le 30 octobre fait partie de la 2nd Vermont Brigade.
Le régiment marche sur Munson's Hill le 30 octobre et Hunting Creek le 5 novembre, où il reste jusqu'au 26 novembre. Il effectue un service de piquet à Occoquan Creek du 26 novembre au 5 décembre, quand il part pour le « camp Vermont » jusqu'au 12 décembre. Il est engagé dans d'autres services de piquet à proximité de Fairfax Courthouse, jusqu'au 20 janvier 1863, partant ensuite à Fairfax Station jusqu'au 24 mars. Du 24 mars au 25 juin, il est à Wolf Run Shoals, à Union Mills, et sur l'Occoquan.
Le 25 juin, la brigade est affectée à la troisième brigade de la troisième division du Ie corps, et reçoit l'ordre de former l'arrière-garde de l'armée du Potomac alors qu'elle marche vers le nord après  l'armée de Virginie du Nord de Robert E. Lee. Le 14th part avec la brigade de Wolf Run Shoals le 25 juin, traverse le fleuve Potomac, le 27 juin, à Edward's Ferry, et part vers le nord à travers Frederick City et Creagerstown, dans le Maryland. Le matin du 1er juillet, elle quitte Westminster, Maryland, arrive sur le champ de bataille de Gettysburg après la tombée le la nuit le premier jour de la bataille, et campe dans un champ de blé sur la gauche de Cemetery Hill.

## Gettysburg
L'après-midi du 2 juillet, le 14th fait une marche forcée pour secourir une batterie de l'Union qui est menacée par une attaque du général confédéré A. P. Hill.
Les 13th, 14th et 16th Vermont jouent un rôle central au sein des forces de l'Union pour repousser la charge de Pickett dans l'après-midi du 3 juillet. Les 13th et 16th Vermont Infantry flanquent la brigade de James L. Kemper alors qu'elle approche du bosquet d'arbres sur Cemetery Ridge, puis le 16th se retourne, et rejoint par le 14th, arrête à l'avance de la brigade de Cadmus M. Wilcox, capturant des centaines de Virginians. Le lieutenant George Benedict, un aide de camp du brigadier général George J. Stannard, raconte la réaction du général Abner Doubleday, en disant : « il agita son chapeau et s'écria : Gloire à Dieu, gloire à Dieu ! Voyez Vermonters arriver ! »
Après la bataille, le 14th Vermont participe à la poursuite de l'armée de Virginie du Nord de Lee à travers les montagnes Catoctin à Middletown, dans le Maryland, puis revient sur  South Mountain, par Boonesboro, arrivant à Williamsport le 14 juillet. Le régiment part à Harper's Ferry, en face de South Mountain de nouveau, et campe près de Petersville, près de Berlin. Le 18 juillet, le régimentest libéré, prend un train de Berlin jusqu'à Baltimore. Il atteint la ville de New York, le 20 juillet. Le général Edward Canby, qui commande un petit nombre de troupes essayant de contenir les émeutes de la conscription qui font rage pendant quatre jours, demande au colonel Nicholson de maintenir son régiment dans la ville pendant quelques jours. Le colonel Nichols rassemble son régiment et fait un plaidoyer passionné pour qu'ils restent, mais les hommes soulèvent des objections. Le régiment poursuit son voyage de retour, arrive à Brattleboro, le 21 juillet, et est libéré du service le 30 juillet.
Comme les autres régiments de la 2nd Vermont Brigade, des dizaines d'hommes du 14th Vermont qui viennent d'être libérés s'enrôlent à nouveau, principalement dans les régiments de la 1st Vermont Brigade, et le 17th Vermont Infantry.

## Décompte final
| DÉCOMPTE FINAL                                  | DÉCOMPTE FINAL |
| ----------------------------------------------- | -------------- |
| Membres d'origine                               | 960            |
| Gain (recrues et transferts)                    | 4              |
| --- Agrégation                                  | 964            |
| --- Pertes ---                                  |                |
| Tué au combat                                   | 18             |
| Mort de ses blessures                           | 9              |
| Décédé de maladie                               | 39             |
| Mort dans les prisons confédérées               | 1              |
| Assassiné                                       | 1              |
| Démobilisé                                      | 71             |
| Déserteur                                       | 0              |
| Transféré dans le corps de réserve des vétérans | 1              |
| --- Total des pertes                            | 140            |
| Rassemblée à plusieurs reprises                 | 824            |
| Total des blessés                               | 65             |

## Lectures complémentaires
- Coffin, Howard, Full Duty: Vermonters in the Civil War. Woodstock, VT.: Countryman Press, 1995.
- -----. Nine Months to Gettysburg. The Vermonters Who Broke Pickett's Charge. Woodstock, VT.: Countryman Press, 1997.
- Palmer, Edwin F., The Second Brigade: or, Camp Life, By a Volunteer, Montpelier: E. P. Walton, 1864.
- Williams, John C. Life in Camp: A History of the Nine Months' Service of the Fourteenth Vermont Regiment, From October 21, 1862, When It was Mustered into the U.S. Service, to July 21, 1863, Including the Battle of Gettysburg. Claremont, NH: Claremont Mfg Co, 1864.